# Административно-территориальное деление Ханты-Мансийского автономного округа — Югры

## Административно-территориальное устройство
Согласно Закону «Об административно-территориальном устройстве Ханты-Мансийского автономного округа — Югры и порядке его изменения», субъект РФ включает следующие административно-территориальные единицы:
9 районов:
1. Белоярский
2. Берёзовский
3. Кондинский
4. Нефтеюганский
5. Нижневартовский
6. Октябрьский
7. Советский
8. Сургутский
9. Ханты-Мансийский

14 городов окружного значения
1. Белоярский[2]
2. Когалым (с посёлком Ортъягуном)
3. Лангепас
4. Мегион (с посёлком городского типа Высоким)
5. Нефтеюганск
6. Нижневартовск
7. Нягань
8. Покачи
9. Пыть-Ях
10. Радужный
11. Сургут
12. Урай
13. Ханты-Мансийск
14. Югорск

Административным центром Ханты-Мансийского автономного округа является город Ханты-Мансийск.

## Муниципальное устройство
В рамках муниципального устройства автономного округа, в границах административно-территориальных единиц ХМАО образованы 105 муниципальных образований:
- 13 городских округов,
- 9 муниципальных районов,
  - 26 городских поселений,
  - 57 сельских поселений.

## Районы и города окружного значения (городские округа)
| №        | Название                                     | Флаг | Герб | Площадь, км² | Население, чел. (2021 г.) | Админ. центр         |
| -------- | -------------------------------------------- | ---- | ---- | ------------ | ------------------------- | -------------------- |
| 1e-06    | Районы (муниципальные районы)                |      |      |              |                           |                      |
| 1        | Белоярский район                             |      |      | 41 646       | ↗28 897                   | город Белоярский     |
| 2        | Берёзовский район                            |      |      | 88 100,5     | ↗22 941                   | посёлок Берёзово     |
| 3        | Кондинский район                             |      |      | 54 627,4     | ↗30 843                   | пгт Междуреченский   |
| 4        | Нефтеюганский район                          |      |      | 24 548       | ↗46 761                   | город Нефтеюганск    |
| 5        | Нижневартовский район                        |      |      | 117212,2     | ↗38 387                   | город Нижневартовск  |
| 6        | Октябрьский район                            |      |      | 24 502,1     | ↗32 850                   | пгт Октябрьское      |
| 7        | Советский район                              |      |      | 30 100       | ↘47 011                   | город Советский      |
| 8        | Сургутский район                             |      |      | 104 997,5    | ↗126 531                  | город Сургут         |
| 9        | Ханты-Мансийский район                       |      |      | 46 064       | ↘18 980                   | город Ханты-Мансийск |
| 9.000002 | Города окружного значения (городские округа) |      |      |              |                           |                      |
| 10       | город Когалым                                |      |      | 153,5        | ↘61 866                   | город Когалым        |
| 11       | город Лангепас                               |      |      | 59,5         | ↘42 701                   | город Лангепас       |
| 12       | город Мегион                                 |      |      | 50,5         | ↗59 424                   | город Мегион         |
| 13       | город Нефтеюганск                            |      |      | 154          | ↗126 690                  | город Нефтеюганск    |
| 14       | город Нижневартовск                          |      |      | 271,3        | ↗283 256                  | город Нижневартовск  |
| 15       | город Нягань                                 |      |      | 814          | ↗63 034                   | город Нягань         |
| 16       | город Покачи                                 |      |      | 21,8         | ↘16 040                   | город Покачи         |
| 17       | город Пыть-Ях                                |      |      | 80,4         | ↗40 180                   | город Пыть-Ях        |
| 18       | город Радужный                               |      |      | 142,1        | ↘43 577                   | город Радужный       |
| 19       | город Сургут                                 |      |      | 354          | ↗420 347                  | город Сургут         |
| 20       | город Урай                                   |      |      | 54,3         | ↗41 315                   | город Урай           |
| 21       | город Ханты-Мансийск                         |      |      | 337,8        | ↗113 663                  | город Ханты-Мансийск |
| 22       | город Югорск                                 |      |      | 152,2        | ↗38 238                   | город Югорск         |

## Сельские и городские поселения
Ниже представлен перечень городских и сельских поселений, распределённых по муниципальным районам.
Городские поселения выделены жирным шрифтом.

### Белоярский район
1. городское поселение Белоярский
2. сельское поселение Верхнеказымский
3. сельское поселение Казым
4. сельское поселение Лыхма
5. сельское поселение Полноват
6. сельское поселение Сорум
7. сельское поселение Сосновка

### Берёзовский район
1. Городское поселение Берёзово
2. Городское поселение Игрим
3. сельское поселение Саранпауль
4. сельское поселение Приполярный
5. сельское поселение Светлый
6. сельское поселение Хулимсунт

### Кондинский район
1. городское поселение Кондинское
2. городское поселение Куминский
3. городское поселение Луговой
4. городское поселение Междуреченский
5. городское поселение Мортка
6. сельское поселение Болчары
7. сельское поселение Леуши
8. сельское поселение Мулымья
9. сельское поселение Половинка
10. сельское поселение Шугур

### Нефтеюганский район
1. городское поселение Пойковский
2. сельское поселение Каркатеевы
3. сельское поселение Куть-Ях
4. сельское поселение Лемпино
5. сельское поселение Салым
6. сельское поселение Сентябрьский
7. сельское поселение Усть-Юган
8. сельское поселение Сингапай

### Нижневартовский район
1. городское поселение Излучинск
2. городское поселение Новоаганск
3. сельское поселение Аган
4. сельское поселение Вата
5. сельское поселение Ваховск
6. сельское поселение Зайцева Речка
7. сельское поселение Ларьяк
8. сельское поселение Покур

### Октябрьский район
1. городское поселение Андра
2. городское поселение Октябрьское
3. городское поселение Приобье
4. городское поселение Талинка
5. сельское поселение Каменное
6. сельское поселение Карымкары
7. сельское поселение Малый Атлым
8. сельское поселение Перегрёбное
9. сельское поселение Сергино
10. сельское поселение Унъюган
11. сельское поселение Шеркалы

### Советский район
1. городское поселение Агириш
2. городское поселение Зеленоборск
3. городское поселение Коммунистический
4. городское поселение Малиновский
5. городское поселение Пионерский
6. городское поселение Советский
7. городское поселение Таежный
8. сельское поселение Алябьевский

### Сургутский район
1. городское поселение Барсово
2. городское поселение Белый Яр
3. городское поселение Лянтор
4. городское поселение Фёдоровский
5. сельское поселение Локосово
6. сельское поселение Лямина
7. сельское поселение Нижнесортымский
8. сельское поселение Русскинская
9. сельское поселение Солнечный
10. сельское поселение Сытомино
11. сельское поселение Тундрино
12. сельское поселение Угут
13. сельское поселение Ульт-Ягун

### Ханты-Мансийский район
1. сельское поселение Выкатной
2. сельское поселение Горноправдинск
3. сельское поселение Кедровый
4. сельское поселение Красноленинский
5. сельское поселение Кышик
6. сельское поселение Луговской
7. сельское поселение Нялинское
8. сельское поселение Селиярово
9. сельское поселение Сибирский
10. сельское поселение Согом
11. сельское поселение Цингалы
12. сельское поселение Шапша

## История административно-территориального деления
- Образован ХМАО 10 декабря 1930 года в составе Уральской области под именем Остяко-Вогульского национального округа с центром в с. Самарово. Включал при образовании: Берёзовский и Кондинский районы, Мужевский сельсовет, Шурышкарский туземный остяцкий район Обдорского района, Самаровский район, Сургутский район (за исключением верховьев р. Пур Уральской области) и Ларьякский остяцкий туземный район Западно-Сибирского края. Был разделён на 6 районов: Берёзовский, Кондинский, Ларьякский, Самаровский, Сургутский, Шурышкарский. Предусматривалось также создание Лумпокольского района, но он так и не был образован.
- 17 января 1934 года округ вошёл в состав Обско-Иртышской области.
- 7 декабря 1934 года округ вошёл в состав Омской области.
- 4 июля 1937 года образован Микояновский район.
- 10 сентября 1937 года Шурышкарский район передан в Ямало-Ненецкий национальный округ.
- 23 октября 1940 года Остяко-Вогульский национальный округ переименован в Ханты-Мансийский.
- 14 августа 1944 года включен в состав Тюменской области.

Административно-территориальное деление Ханты-Мансийского НО в 1956 году:
| Районы и город окружного подчинения | Сельсоветы |
| ----------------------------------- | --- |
| Город Ханты-Мансийск                | |
| Берёзовский район                   | Анеевский, Берёзовский, Берёзовский поселковый, Казымский, Ломбовожский, Няксимвольский, Полноватский, Приобский, Пугорский, Саранпаульский, Сартыньинский |
| Кондинский район                    | Болчаровский, Карымский, Красноярский, Леушинский, Нахрачинский, Сатыгинский, Шаимский                                                                     |
| Ларьякский район                    | Больше-Ларьякский, Больше-Тарховский, Вампугольский, Колек-Еганский, Корликовский, Ларьякский, Нижне-Вартовский, Охтеурский, Толькинский,                  |
| Микояновский район                  | Больше-Атлымский, Кеушинский, Кондинский, Нарыкарский, Шеркальский                                                                                         |
| Самаровский район                   | Базьяновский, Батовский, Востыхоевский, Елизаровский, Зенковский, Коневский, Назымский, Репаловский, Селияровский, Троицкий, Тюлинский, Филинский          |
| Сургутский район                    | Аганский, Локосовкий, Пимский, Покурский, Салымский, Сургутский, Сытоминский, Тром-Аганский, Тундринский, Угутский, Усть-Балыкский                         |

- 13 декабря 1957 года Микояновский район переименован в Октябрьский.
- 24 февраля 1962 года Ларьякский район переименован в Нижневартовский.
- 14 сентября 1964 года Самаровский район переименован в Ханты-Мансийский.
- 25 июня 1965 года рабочим посёлкам Сургут Сургутского района и Урай Кондинского района присвоен статус городов окружного подчинения.
- 16 октября 1967 года рабочий посёлок Нефтеюганск Сургутского района преобразован в город окружного подчинения.
- 15 февраля 1968 года образован Советский район.
- 9 марта 1972 года рабочий посёлок Нижневартовский преобразован в город окружного подчинения Нижневартовск.
- 7 октября 1977 года округ получил статус автономного.
- 23 июля 1980 года образован Нефтеюганский район, рабочий посёлок Мегион Нижневартовского района преобразован в город окружного подчинения.
- 15 августа 1985 года в города окружного подчинения преобразованы рабочие посёлки Нях Октябрьского района в Нягань, Лангепас и Радужный Нижневартовского района, Когалым Сургутского района.
- 22 августа 1988 года образован Белоярский район, рабочий посёлок Белоярский Берёзовского района отнесён к категории городов окружного подчинения
- 8 августа 1990 года рабочему поселку Пыть-Ях Нефтеюганского района присвоен статус города окружного подчинения.
- 13 июля 1992 года рабочему поселку Покачи, подчинённого Лангепасскому горсовету, присвоен статус города окружного подчинения.
- 28 августа 1996 года город Югорск выделен из состава Советского района в самостоятельное муниципальное образование.
- 25 ноября 2004 года в соответствием с принятым Уставом город Белоярский вошёл в состав Белоярского района как городское поселение.